# Federico Marrazzo
Federico Marrazzo (Roma, 12 settembre 1994) è un pallavolista italiano, palleggiatore della Roma 7.

## Carriera

### Club
La carriera di Federico Marrazzo inizia nel 2010 quando entra a far parte delle giovanili dell'Ostia. Nella stagione 2013-14 è alla M. Roma, in Serie B2, dove resta per due annate.
Nella stagione 2015-16 viene ingaggiato dall'Argos, in Serie A2, con cui ottiene le promozione in Serie A1, categoria dove milita dalla stagione successiva con lo stesso club.
Per il campionato 2019-20 si accasa al Genzano, in Serie B, divisione nella quale è impegnato anche nella stagione successiva con la Roma 7.